# Marcos Ramírez
Marcos Ramón Ramírez (Avellaneda, provincia de Buenos Aires, Argentina, 25 de abril de 1983) es un exfutbolista argentino. Jugaba de defensor y su último club fue el Club Sportivo Dock Sud de la Primera C.

## Trayectoria
Surgió en las categorías inferiores de Defensa y Justicia, club donde debutó profesionalmente en el año 2003. Desde su debut, Ramírez se consolidó como titular y figura en este club del ascenso.
En el año 2006 es transferido a Independiente y el defensor demostró su felicidad no solo por pasar a un equipo grande de primera, sino por jugar en el club del cual es hincha. Sin embargo no logró consolidarse en el equipo "Rojo" y desde su incorporación al club (tuvo un período de varios meses lesionado) no fue tenido en cuenta por los directores técnicos. De esta manera se convirtió en habitual suplente, jugando muy pocos partidos.
En julio de 2008 se incorporó a Godoy Cruz de Mendoza.
En febrero de 2009, se definió su transferencia al club Chacarita Juniors de Argentina.

## Clubes
| Club                            | País      | Año                   |
| ------------------------------- | --------- | --------------------- |
| Defensa y Justicia              | Argentina | 2003-2006             |
| Independiente                   | Argentina | 2006-2008             |
| Godoy Cruz                      | Argentina | 2008                  |
| Club Atlético Chacarita Juniors | Argentina | 2009                  |
| CA Los Andes                    | Argentina | 2010- 2011            |
| Club Atlético San Martín        | Argentina | 2011 - 2012           |
| Deportivo Español               | Argentina | 2013 - 2014           |
| Club Sportivo Dock Sud          | Argentina | 2015 - 2016(retirada) |